# Ігор Левчук
Ігор Левчук (пол. Igor Lewczuk; нар. 30 травня 1985, Білосток) — польський футболіст, захисник клубу «Зніч» (Прушкув) та національної збірної Польщі.

## Клубна кар'єра
У дорослому футболі дебютував у 2004 році виступами за команду клубу «Гетьман» (Білосток) з Четвертого дивізіону, в якій провів два сезони. Протягом 2006—2008 років захищав кольори команди «Зніч» (Прушкув), якій у 2007 році допоміг виграти Третій дивізіон та вийти до Другого.
Своєю грою за останню команду привернув увагу представників тренерського штабу клубу Екстракляси «Ягеллонія» з Білостока, до складу якого приєднався влітку 2008 року. Відіграв за команду з рідного міста відіграв наступні два з половиною сезони своєї ігрової кар'єри, вигравши 2010 року свій перший у кар'єрі трофей — Кубок Польщі.
Протягом другої половини сезону 2010/11 на правах оренди грав за клуб «П'яст» (Гливиці) з другого дивізіону, після чого повернувся до Екстракляси, в якій став виступати також на правах оренди за «Рух» (Хожув). Влітку 2012 року, після завершення оренди, хожувський клуб викупив контракт гравця.
Влітку 2013 року перейшов до складу новачка Екстракляси «Завіші» (Бидгощ), у складі якої того ж сезону виграв свій другий Кубок Польщі, забивши у фіналі проти «Заглембе» вирішальний останній післяматчевий пенальті.
До складу клубу «Легія» приєднався 19 червня 2014 року. За два роки відіграв за команду з Варшави 56 матчів у національному чемпіонаті, виграв з клубом один титул чемпіона Польщі та два Кубки Польщі.
31 серпня 2016 підписав контракт з французьким «Бордо», вартість переходу склала 1 мільйон євро. У сезоні 2016/17 був основним центральним захисником у парі з Ніколя Паллуа та провів 25 матчів у чемпіонаті. Влітку 2017 з приходом до клубу Вукашина Йовановича та переведенням у захист Жеремі Тулалана втратив місце в основі та за наступні два сезони зіграв лише 13 матчів у чемпіонаті.
У липні 2019 після завершення контракту з «Бордо» повернувся до варшавської «Легії».

## Виступи за збірну
18 січня 2014 року дебютував в офіційних матчах у складі національної збірної Польщі в товариській грі проти збірної Норвегії (3:0), вийшовши на заміну на 92 хвилині замість Якуба Вавжиняка. Через два дні, 20 січня, Левчук вперше вийшов в основному складі в товариському матчі проти збірної Молдови (1:0) і на 81 хвилині був замінений на того самого Вавжиняка. Станом на 21 січня 2020 провів у формі головної команди країни 2 матчі.

## Титули і досягнення
- Володар Кубка Польщі (4):

«Ягеллонія»: 2009/10
«Завіша» (Бидгощ): 2013/14
«Легія»: 2014/15, 2015/16
- Чемпіон Польщі (3):

«Легія»: 2015/16, 2019/20, 2020/21